# بلاينسبورو سنتر (نيوجيرسي)
بلاينسبورو سنتر (بالإنجليزية: Plainsboro Center CDP, New Jersey)‏ هي منطقة سكنية تقع بولاية نيوجيرسي في الولايات المتحدة. تبلغ مساحتها 1.975 كم2، وترتفع عن سطح البحر 22 م، بلغ عدد سكانها 2,712 نسمة في عام 2010 حسب إحصاء مكتب تعداد الولايات المتحدة وتصل الكثافة السكانية فيها 1,373.2 نسمة لكل كيلومتر مربع (3,556.6/ميل2).

## التركيبة السكانية
حدّد مكتب تعداد الولايات المتحدة بيانات التركيبة السكانية لبلاينسبورو سنتر في تعداد الولايات المتحدة. في ما يلي، التركيبة السكانية حسب تعدادي 2000 و2010.

### تعداد عام 2000
بلغ عدد سكان بلاينسبورو سنتر 2,209 نسمة بحسب تعداد عام 2000، وبلغ عدد الأسر 1,026 أسرة وعدد العائلات 573 عائلة مقيمة في المنطقة السكنية. في حين سجلت الكثافة السكانية 1,118.5 نسمة لكل كيلومتر مربع (2,896.9/ميل2). وبلغ عدد الوحدات السكنية 1,089 وحدة بمتوسط كثافة قدره 551.4 لكل كيلومتر مربع (1,428.1/ميل2).
وتوزع التركيب العرقي للمنطقة السكنية بنسبة 53.19% من البيض و4.75% من الأمريكيين الأفارقة و0.05% من الأمريكيين الأصليين و38.89% من الأمريكيين ذوي الأصول الآسيوية و0.95% من الأعراق الأخرى و2.17% من عرقين مختلطين أو أكثر و4.21% من الهسبانيون أو اللاتينيون من أي عرق.
بلغ عدد الأسر 1,026 أسرة كانت نسبة 29.9% منها لديها أطفال تحت سن الثامنة عشر تعيش معهم، وبلغت نسبة الأزواج القاطنين مع بعضهم البعض 48.8% من أصل المجموع الكلي للأسر، ونسبة 5.2% من الأسر كان لديها معيلات من الإناث دون وجود شريك،  بينما كانت نسبة 1.9% من الأسر لديها معيلون من الذكور دون وجود شريكة وكانت نسبة 44.2% من غير العائلات. تألفت نسبة 37.8% من أصل جميع الأسر من عدة أفراد يعيشون في نفس المنزل ونسبة 1.8% كانت تتألف من شخص يعيش بمفرده يبلغ من العمر 65 عاماً أو أكثر. وبلغ متوسط حجم الأسرة المعيشية 2.15، أما متوسط حجم العائلات فبلغ 2.90.
بلغ العمر الوسطي للسكان 31.6 عاماً. وكانت نسبة 21.9% من القاطنين تحت سن الثامنة عشر، وكانت نسبة 7.3% بين الثامنة عشر والرابعة والعشرين عاماً، ونسبة 51.1% كانت واقعةً في الفئة العمرية ما بين الخامسة والعشرين والرابعة والأربعين عاماً، ونسبة 16.3% كانت ما بين الخامسة والأربعين والرابعة والستين، ونسبة 3.4% كانت ضمن فئة الخامسة والستين عاماً فما فوق. يوجد لكل 100 أنثى 107.6 ذكر، ويوجد لكل 100 أنثى في الثامنة عشر من عمرها فما فوق 107.1 ذكر.
بلغ متوسط دخل الأسرة في المنطقة السكنية 70,759 دولارًا، أما متوسط دخل العائلة فبلغ 81,201 دولارًا. وكان متوسط دخل الذكور 70,110 دولارًا مقابل 42,500 دولارًا للإناث. وسجل دخل الفرد الخاص بالمنطقة السكنية 36,555 دولارًا. وكانت نسبة 4.8% من العائلات ونسبة 3.8% من السكان تحت خط الفقر، وكان من هؤلاء نسبة 3.6% تحت سن الثامنة عشر ونسبة 35.8% في الخامسة والستين من العمر وما فوق.

### تعداد عام 2010
بلغ عدد سكان بلاينسبورو سنتر 2,712 نسمة بحسب تعداد عام 2010، وبلغ عدد الأسر 1,192 أسرة وعدد العائلات 736 عائلة مقيمة في المنطقة السكنية. في حين سجلت الكثافة السكانية 1,373.2 نسمة لكل كيلومتر مربع (3,556.6/ميل2). وبلغ عدد الوحدات السكنية 1,311 وحدة بمتوسط كثافة قدره 663.8 لكل كيلومتر مربع (1,719.2/ميل2).
وتوزع التركيب العرقي للمنطقة السكنية بنسبة 42.74% من البيض و4.87% من الأمريكيين الأفارقة و0.44% من الأمريكيين الأصليين و48.53% من الأمريكيين ذوي الأصول الآسيوية و0.04% من سكان جزر المحيط الهادئ و1.07% من الأعراق الأخرى و2.32% من عرقين مختلطين أو أكثر و5.09% من الهسبانيون أو اللاتينيون من أي عرق.
بلغ عدد الأسر 1,192 أسرة كانت نسبة 33.5% منها لديها أطفال تحت سن الثامنة عشر تعيش معهم، وبلغت نسبة الأزواج القاطنين مع بعضهم البعض 53.7% من أصل المجموع الكلي للأسر، ونسبة 5.8% من الأسر كان لديها معيلات من الإناث دون وجود شريك،  بينما كانت نسبة 2.3% من الأسر لديها معيلون من الذكور دون وجود شريكة وكانت نسبة 38.3% من غير العائلات. تألفت نسبة 33.9% من أصل جميع الأسر من عدة أفراد يعيشون في نفس المنزل ونسبة 5% كانت تتألف من شخص يعيش بمفرده يبلغ من العمر 65 عاماً أو أكثر. وبلغ متوسط حجم الأسرة المعيشية 2.28، أما متوسط حجم العائلات فبلغ 2.97.
بلغ العمر الوسطي للسكان 33.9 عاماً. وكانت نسبة 23% من القاطنين تحت سن الثامنة عشر، وكانت نسبة 5.1% بين الثامنة عشر والرابعة والعشرين عاماً، ونسبة 41% كانت واقعةً في الفئة العمرية ما بين الخامسة والعشرين والرابعة والأربعين عاماً، ونسبة 22.7% كانت ما بين الخامسة والأربعين والرابعة والستين، ونسبة 8.1% كانت ضمن فئة الخامسة والستين عاماً فما فوق. وتوزع التركيب الجنسي للسكان بنسبة 49.2% ذكور و50.8% إناث.